# Ґаліндія

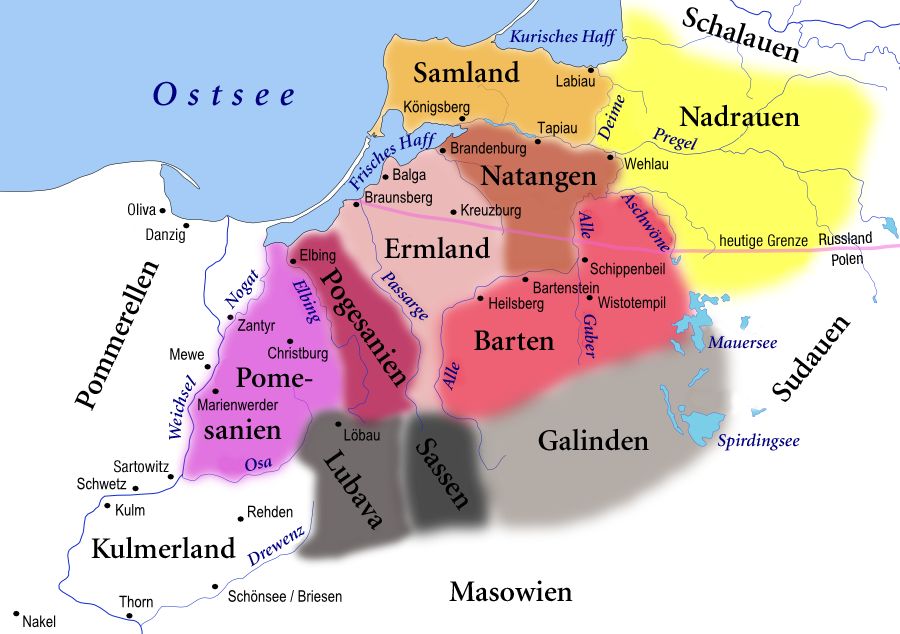
Схема земель Пруссії у ХІІІ ст.

Ґаліндія (нім. Galinden, лит. Rytų galindai) — одна з історичних земель Пруссії, яку населяло балтське прусське плем'я галіндів. Земля лежала південніше прусської землі Бартії, східніше іншої прусської землі Сассії (кордон по ріці Омулев), західніше від литовської Судовії (Мазурські озера) та північніше польської Мазовії з кордоном біля ріки Нарва. Назва землі «ті, що живуть на краю» походить від лит. gãlas, лит. gals — край. Згідно з легендою назва землі походить від імені Ґаліндо, восьмого сина вождя Відевута.

## Історія
Тевтонський орден розпочав 1231 захоплення Ґаліндії з замку Кройцбурґ. Через важкодоступну місцевість хрестоносцям доводилось по декілька разів захоплювати ті ж поселення: 1335 і 1396 Анґербурґ (Венгожево), 1285 і 1348 Летцен (Гіжицько), 1345 Йоганнісбурґ (Піш), 1360 Ортельсбурґ (Щитно). Згідно з припущеннями істориків, частина галіндів перебралась до інших регіонів, зокрема з готами, тому земля була доволі малозаселеною. Це сприяло переселенню родин з Мазовії. З решток племені галіндів, німецьких колоністів, мазовшан сформувалась народність мазурів, які з XVI ст. перейшли на лютеранство.
Відповідно до Другого Торунського миру, терени Ґаліндія відійшли до Тевтонського Ордену, реорганізованої у Прусське герцогство (1525), згодом до провінції Східна Пруссія королівства Пруссія. Після Першої світової війни Ґаліндія залишилась у складі Німеччини, причому на референдумі мазури голосували за це. Після Другої світової війни з ліквідацією Східної Пруссії Ґаліндія передали СРСР і південну частину Польщі. Частина мазурів втекла разом з відступаючим Вермахтом, а решта була насильно виселена до Німеччини. Терени Ґаліндія нині входять до Вармінсько-Мазурського воєводства Польщі.